# Qarājeh Qayah
Qarājeh Qayah (persiska: قراجه قیه, Qarehjeh Qīā) är en ort i Iran.   Den ligger i provinsen Östazarbaijan, i den nordvästra delen av landet, 400 km nordväst om huvudstaden Teheran. Qarājeh Qayah ligger 1 679 meter över havet och antalet invånare är 112.
Terrängen runt Qarājeh Qayah är kuperad. Runt Qarājeh Qayah är det ganska glesbefolkat, med 40 invånare per kvadratkilometer. Närmaste större samhälle är Torkmanchay, 17,2 km nordväst om Qarājeh Qayah. Trakten runt Qarājeh Qayah består i huvudsak av gräsmarker.